# Richard Freitag
Richard Freitag (Erlabrunn, 14 agosto 1991) è un saltatore con gli sci tedesco.

## Biografia
Figlio di Holger e fratello di Selina, a loro volta saltatori con gli sci, Richard Freitag ha debuttato nel Circo bianco il 30 settembre 2006 disputando una gara valida ai fini del punteggio FIS a Oberstdorf. Nella stessa località, tre anni dopo, ha esordito in Coppa del Mondo in un'individuale HS137, piazzandosi al 46º posto. Il 6 febbraio 2011 ha ottenuto il primo podio nella gara a squadre disputata ancora a Oberstdorf (3°). L'11 dicembre 2011 a Harrachov (Repubblica Ceca) ha conquistato la sua prima vittoria in Coppa del Mondo, precedendo, nell'ordine, l'austriaco Thomas Morgenstern e il connazionale Severin Freund.
In carriera ha partecipato a due edizioni dei Giochi olimpici invernali, Soči 2014 (20º nel trampolino normale, 21º nel trampolino lungo) e Pyeongchang 2018 (9º nel trampolino normale, 9º nel trampolino lungo, 2º nella gara a squadre), a cinque dei Campionati mondiali, vincendo tre medaglie, e a quattro dei Mondiali di volo, vincendo quattro medaglie.

## Palmarès

### Olimpiadi
- 1 medaglia:
  - 1 argento (gara a squadre a Pyeongchang 2018)

### Mondiali
- 4 medaglie:
  - 2 ori (gara a squadre mista dal trampolino normale a Falun 2015; gara a squadre a Seefeld in Tirol 2019)
  - 1 argento (gara a squadre dal trampolino lungo a Val di Fiemme 2013)
  - 1 bronzo (gara a squadre mista dal trampolino normale a Val di Fiemme 2013)

### Mondiali di volo
- 3 medaglie:
  - 2 argenti (gara a squadre a Vikersund 2012; gara a squadre a Tauplitz 2016)
  - 1 bronzo (gara individuale a Oberstdorf 2018)

### Mondiali juniores
- 1 medaglia:
  - 1 argento (gara a squadre a Otepää 2011)

### Coppa del Mondo
- Miglior piazzamento in classifica generale: 2º nel 2018
- 53 podi (23 individuali, 30 a squadre):
  - 16 vittorie (8 individuali, 8 a squadre)
  - 28 secondi posti (12 individuali, 16 a squadre)
  - 9 terzi posti (3 individuali, 6 a squadre)

#### Coppa del Mondo - vittorie
| Data             | Località         | Nazione   | Trampolino                                                                         |
| ---------------- | ---------------- | --------- | ---------------------------------------------------------------------------------- |
| 11 dicembre 2011 | Harrachov        | Rep. Ceca | Čerťák HS142                                                                       |
| 30 novembre 2012 | Kuusamo          | Finlandia | Rukatunturi HS142 (con Andreas Wellinger, Michael Neumayer e Severin Freund)       |
| 17 febbraio 2013 | Oberstdorf       | Germania  | Heini Klopfer HS213                                                                |
| 9 marzo 2013     | Lahti            | Finlandia | Salpausselkä HS130 (con Andreas Wank, Michael Neumayer e Severin Freund)           |
| 10 marzo 2013    | Lahti            | Finlandia | Salpausselkä HS130                                                                 |
| 22 novembre 2014 | Klingenthal      | Germania  | Vogtland Arena HS140 (con Markus Eisenbichler, Andreas Wellinger e Severin Freund) |
| 20 dicembre 2014 | Engelberg        | Svizzera  | Gross-Titlis-Schanze HS137                                                         |
| 4 gennaio 2015   | Innsbruck        | Austria   | Bergisel HS130                                                                     |
| 17 gennaio 2015  | Zakopane         | Polonia   | Wielka Krokiew HS134 (con Michael Neumayer, Marinus Kraus e Severin Freund)        |
| 21 novembre 2015 | Klingenthal      | Germania  | Vogtland Arena HS140 (con Andreas Wellinger, Andreas Wank e Severin Freund)        |
| 9 gennaio 2016   | Willingen        | Germania  | Mühlenkopf HS145 (con Andreas Wank, Andreas Wellinger e Severin Freund)            |
| 21 gennaio 2017  | Zakopane         | Polonia   | Wielka Krokiew HS134 (con Markus Eisenbichler, Stephan Leyhe e Andreas Wellinger)  |
| 2 dicembre 2017  | Nižnij Tagil     | Russia    | Aist HS134                                                                         |
| 10 dicembre 2017 | Titisee-Neustadt | Germania  | Hochfirst HS142                                                                    |
| 17 dicembre 2017 | Engelberg        | Svizzera  | Gross-Titlis-Schanze HS137                                                         |
| 3 marzo 2018     | Lahti            | Finlandia | Salpausselkä HS130 (con Karl Geiger, Markus Eisenbichler e Andreas Wellinger)      |

#### Torneo dei quattro trampolini
- 3 podi di tappa[3]:
  - 1 vittoria
  - 2 secondi posti

### Campionati tedeschi
- 3 medaglie:
  - 1 argento (nella gara individuale nel 2011[4]).
  - 2 bronzi (nella competizione a squadre nel 2009[5] e nella gara individuale nel 2012[senza fonte]).